# Juana del Pino
Juana Josefa Joaquina del Pino y Vera Mujica (Montevideo, Banda Oriental, 28 de diciembre de 1786 - Río de Janeiro, Imperio del Brasil, 14 de diciembre de 1841) fue la primera dama de Argentina entre 1826 y 1827 por su matrimonio con el primer presidente argentino Bernardino Rivadavia e hija del Virrey del Río de la Plata Joaquín del Pino.

## Familia
Nació en Montevideo, por entonces la Banda Oriental, el 28 de diciembre de 1786, y fue bautizada el mismo día con los nombres de Juana Josefa Joaquina. Era la cuarta hija de Rafaela de Vera Mujica y López Pintado, y la decimotercera hija de su esposo, Joaquín del Pino.

## Infancia y noviazgo
En 1799 su padre, Joaquín del Pino fue nombrado Gobernador Real de Chile, por lo cual Juana y su familia se mudaron a Chile. En 1801, designado su padre Virrey del Río de la Plata, se trasladó a Buenos Aires. Juana tenía, entonces, 15 años. Allí  conoció a su futuro esposo, durante la ceremonia en la cual el virrey recibía a los doce mejores alumnos del Real Colegio de San Carlos. Juana tenía entonces 17 años y Bernardino Rivadavia, 23, con anuencia del padre, ambos se comprometieron, el noviazgo duró seis años y el ex virrey murió antes de llevarse a cabo el matrimonio.

## Matrimonio
El 14 de agosto de 1809 Juana , ya de 23 años, y Bernardino Rivadavia se casaron en la Iglesia de Nuestra Señora de La Merced, de Buenos Aires. Pasaron los primeros meses de casados en una estancia de Zárate, llamada Las Palmas.
Durante la Revolución de Mayo, su esposo asistió al Cabildo abierto del 22 de mayo de 1810 donde votó por la deposición del virrey Baltasar Hidalgo de Cisneros.
Tuvieron cuatro hijos, tres varones y una niña. El 1 de septiembre de 1810 nació el mayor, Benito Egidio. El 27 de agosto de 1812 nació su única hija Constancia. En febrero de 1814 nació  Bernardino Donato.En ese mismo año su esposo Bernardino Rivadavia partió con Manuel Belgrano para cumplir una misión en Río de Janeiro, y de allí a París. Entonces comenzó una etapa de dolorosa espera para Juana, quien contaba los meses y los años de ausencia. En 1816 la afligieron dos desgracias, sin la compañía del marido: la muerte de su madre, conocida como la Virreina, y la de su hija Constancia, de cuatro años de edad. Esto la sumió en la desesperación. Comenzó a rogarle a su marido que volviera, pero sus cartas suplicantes no surtían efecto. Su esposo dejaba pasar meses sin escribirle, lo cual la deprimía mucho. Entonces decidió recurrir al Director Juan Martín de Pueyrredon para que dejase sin efecto la misión del marido, pero no tuvo éxito.
En sus cartas se pueden leer los temores que sentía ante la situación política del momento, pero su esposo no la escuchaba y cuando le escribió fue para decirle que viajaría de Londres a Francia. Juana le pidió a Juan Martín de Pueyrredón viajar a Europa con sus hijos pero su pedido fue rechazado con el argumento de la falta de fondos. Además le recortaron la pensión que recibía como esposa de funcionario trabajando en el exterior.
Bernardino Rivadavia regresó en 1821.
Su último hijo, Martín, nació el 22 de abril de 1823, año en que Rivadavia constituyó la Sociedad de Beneficencia. Juana trabajó mucho en esa sociedad pero su esposo no le permitió que figurase en la primera comisión.

## Exilio
Después de la caída del régimen presidencial unitario, Juana y su familia vivieron una etapa de relativa paz hogareña hasta que en 1829,  Bernardino Rivadavia se vio obligado a embarcarse nuevamente, esta vez con la familia, rumbo al exilio en  España. Regresó a la Argentina en 1834, pero el gobernador de Buenos Aires, Juan José Viamonte, no le permitió desembarcar, motivo por el cual se estableció primero en Mercedes (Soriano, Uruguay) y luego en Colonia (Uruguay). Juana y su hijo Martín lo acompañaronen el exilio mientras que Benito y Bernardino se quedaron para combatir junto a Juan Manuel de Rosas por la causa federal. De allí se fueron a Brasil y en Río de Janeiro donde sufrieron penurias económicas, algo a lo que Juana no estaba costumbrada.
En 1841, Juana se rompió una pierna en un accidente casero y un mes y medio más tarde, el 14 de diciembre, falleció en la capital brasileña.
Luego de su muerte, en 1842, su esposo volvió a España en donde murió en la ciudad de Cádiz el 2 de septiembre de 1845.
En honor de Juana existe una escuela que lleva su nombre.